# XI. Armeekorps (Wehrmacht)
Das XI. Armeekorps war ein Großverband der deutschen Wehrmacht im Zweiten Weltkrieg, das Generalkommando stand 1939 in Polen und 1940 in Frankreich. Im April 1941 noch gegen Jugoslawien eingesetzt, verblieb das Kommando ab Mai 1941 bis zum Kriegsende 1945 an der Ostfront. Bei der Invasion in der Sowjetunion wurde das Korps im Bereich der Heeresgruppe Süd nach dem jeweiligen Kommandierenden General als Gruppe Kortzfleisch und Gruppe Strecker sowie nach der Neuaufstellung im Januar 1943 als Generalkommando z. b. V. Cramer (ab März 1943 als Gen. Kdo. z. b. V. Raus) bezeichnet. Am 20. Juli 1943 als XI. Armeekorps neu etatisiert, erfolgte im März 1944 die zweimalige Zerschlagung des Korps und danach die nochmalige Wiederaufstellung.

## Geschichte

### Aufstellung
Das Generalkommando wurde am 6. Oktober 1936 im neuen Wehrkreis XI (Hannover) aufgestellt.

### 1939/40
Noch vor Kriegsausbruch wurde das Generalkommando am 26. August 1939 mobilisiert und marschierte zu Beginn des Angriffskrieg gegen Polen unter dem Kommandierenden General der Artillerie Emil Leeb am linken Flügel der 10. Armee (von Reichenau) im Rahmen der Heeresgruppe Süd an der Oder bei Brieg auf. Die unterstellte 18. und 19. Infanterie-Division stießen Anfang September 1939 über Petrikau zur Weichsel vor. Nach der Beteiligung an den Kämpfen in der Schlacht an der Bzura schloss das Korps die Nordostfront um Warschau ab.
Im Oktober 1939 wurde das Generalkommando zur Heeresgruppe B an den Rhein abtransportiert. Beim Fall Gelb (Mai 1940) operierte das XI. Korps im Zentrum der 6. Armee, überschritt bei Heerlen die Maas und rückte mit 14. und 31. Infanterie-Division in Belgien ein. Während der zweiten Phase des Frankreichfeldzuges (Fall Rot) stand das Generalkommando als Armeereserve der 12. Armee an der Sambre stehen. Erst nach dem allgemeinen Durchbruch der Heeresgruppe A über die Aisne folgte die zugeteilte 7., 211., 253. und die 269. Infanterie-Division dem Vormarsch des III. mot. Armeekorps in Richtung auf Bar-sur-Seine.

### 1941

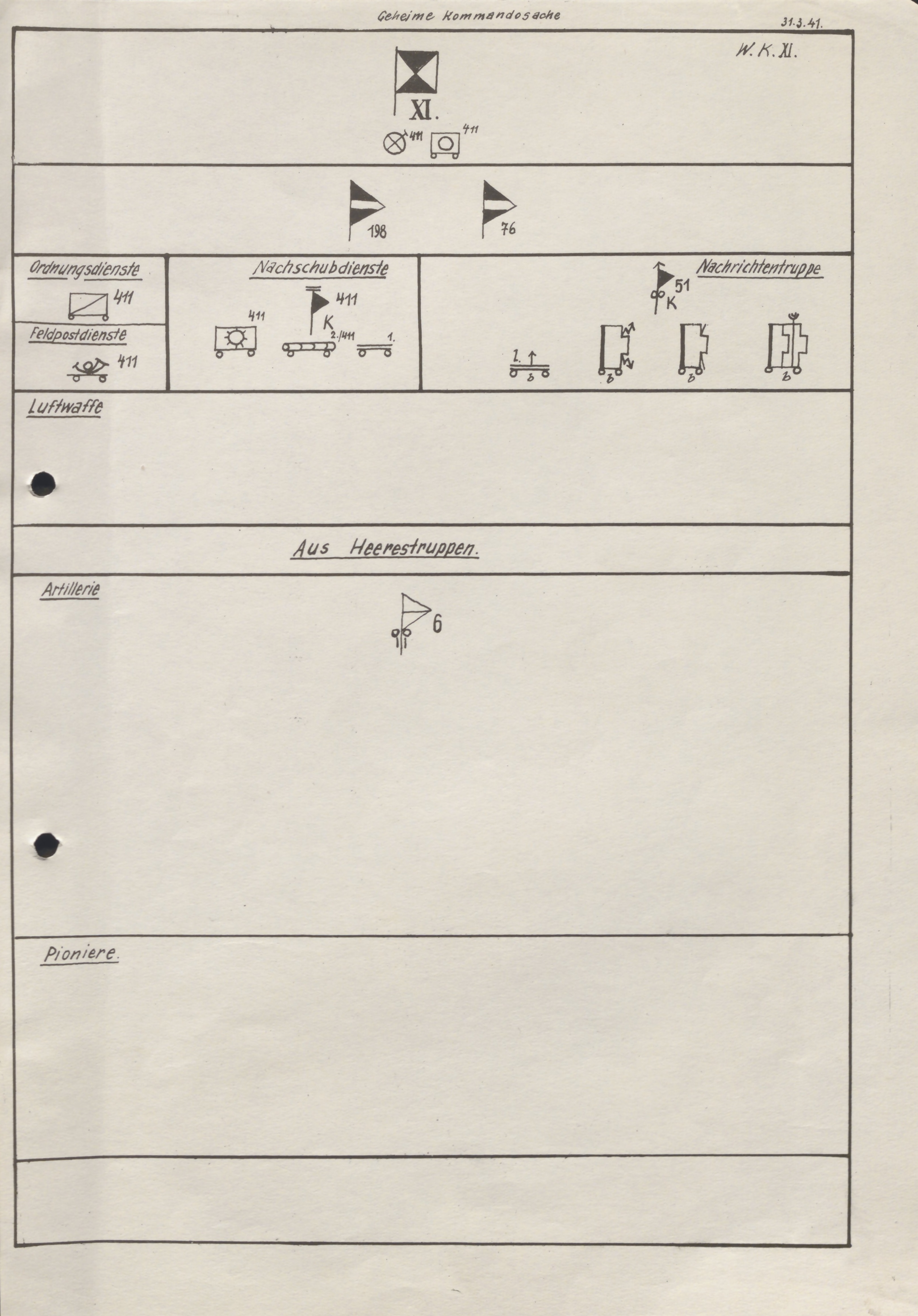
Gliederung des XI. Armeekorps am 31. März 1941, Taktische Zeichen

Das Generalkommando blieb noch bis Februar 1941 als Besatzungstruppe in Westfrankreich und wurde ab April 1941 im Rahmen der 12. Armee am Balkanfeldzug eingesetzt. Es folgte dem Einbruch des XIV. Panzerkorps in Serbien nach Pirot von der bulgarischen Grenze her nach, dem Kommando waren dabei die 76. und 198. Infanterie-Division zugeteilt.
Danach für die Operation Barbarossa nach Rumänien transportiert, wurde das XI. Korps unter dem Kommandierenden General der Infanterie von Kortzfleisch der an der Grenze Bessarabiens stehenden 11. Armee (von Schobert) der Heeresgruppe Süd unterstellt. Zugeteilt waren die 22., 76. und 239. Infanterie-Division. Am 2. Juli begann die 11. Armee im Unternehmen München den Angriff über den Pruth nach Osten, am linken Flügel deckte das rumänische Kavallerie-Korps. Am rechten Flügel des XI. Korps begleitete das deutsche XXX. Armeekorps den Stoß in Richtung auf Mogilew-Podolski, das am 7. Juli erreicht wurde.
Während der Kesselschlacht bei Uman über den Bug-Abschnitt nordwärts vorgehend, kam das XI. Korps Mitte August in den Befehlsbereich der 17. Armee. Anfang September, während der Schlacht um Kiew, waren dem Generalkommando die 125., 257. und 239. Infanterie-Division zugewiesen. Es sicherte den Dnjepr-Abschnitt bei Krementschug, wo die Panzergruppe 1 (von Kleist) einen nördlichen Brückenkopf schlug, der Ausgangspunkt für die beginnende Abschneidung der russischen Südwestfront (Armeegeneral Kirponos) wurde. Ende Oktober 1941 kurzfristig der 6. Armee überwiesen, stand das Korps im Stellungskrieg im Raum Slawjansk am Donez-Abschnitt.

### 1942
Mitte Januar wurden die inneren Flügel der deutschen 6. und 17. Armee durch die sowjetische Barwenkowo-Losowajaer Operation zurückgeworfen. Ende Januar 1942 wurde das Korpskommando XI. im Rahmen der Gegenangriffe der Armeegruppe von Kleist im Raum Losowaja gegen das sowjetische 6. Kavalleriekorps konzentriert und hatte neben der 298. und 73. Infanterie-Division auch die rumänische 1. Division unterstellt. Das Korps griff nochmals im Mai 1942 während der Kesselschlacht südlich von Charkow im Raum Losowaja an und war an der Beseitigung der sowjetischen Fronteinbuchtung von Isjum beteiligt.
Nach Beginn der deutschen Sommeroffensive (Fall Blau) waren dem Korps neben der 454. Sicherungs-Division auch das rumänische VI. Korps (1. Infanterie- und Gebirgs-Division) taktisch unterstellt worden. Im Zuge des Vormarsches der 6. Armee (Generaloberst Paulus) in Richtung auf Kalatsch sicherte das Korps gegenüber dem Don-Brückenkopf der sowjetischen 65. Armee (General Batow) bei Kremenskaja; dabei unterstellt waren die 44. und 376. Infanterie-Division. Im August 1942 war sie an der Kesselschlacht bei Kalatsch beteiligt; bis zum 11. August kapitulierten nach deutschen Angaben 57.000 Rotarmisten. 
Nach dem sowjetischen Durchbruch bei Serafimowitsch und Kletskaja wurde der Rückzug auf das westliche Vorfeld von Stalingrad notwendig. Im Kessel von Stalingrad zusammengedrängt, übernahm das Generalkommando zusammen mit dem VIII. Armeekorps die Verteidigung des nördlichen Abschnittes der Kesselfront gegenüber der sowjetischen 66. Armee (General Schadow). Anfang Februar, zwei Tage nach dem Südkessel, ergab sich General der Infanterie Karl Strecker im abgespaltenen Nordkessel mit den Resten der 16. und 24. Panzer- sowie der 60. motorisierten Division.

### 1943
Als Nachfolgeverband wurde im Januar 1943 das Gen.Kdo. z.b.V. Cramer etabliert, das nach dem Zusammenbruch der italienischen 8. Armee im Rahmen der Armeeabteilung Lanz die durchgebrochenen Sowjets im Zusammenwirken an der Linie Stary Oskol – Nowy Oskol – Woltschansk stoppen sollte. Beim vergeblichen Versuch, das bedrohte Charkow zu decken, waren dem Korps Ende Januar die Division Großdeutschland und die 2. SS-Division „Das Reich“ zugeführt worden. Im März wurde das Kommando in Gen.Kdo. z.b.V. Raus umbenannt und unterstand jetzt der Armeeabteilung Kempf. Nachdem die Truppen von den Sowjets bis Poltawa zurückgeworfen worden waren, erfolgte im Zusammenwirken mit dem II. SS-Panzerkorps (General der Waffen-SS Hausser) die Rückeroberung von Charkow. Während der Schlacht von Kursk (Juli 1943) im Raum südlich von Belgorod an der Seite des III. Panzerkorps im Angriff stehend, waren dem Korps Raus die 106. und 320. Infanterie-Division unterstellt.
Am 20. Juli 1943 wurde das Kommando unter der alten Bezeichnung als XI. Armeekorps etatisiert. Während der Belgorod-Charkower Operation versuchte die sowjetische 5. Garde-Panzerarmee bis Mitte August vergeblich, die Evakuierungsrouten der deutschen Verbände aus Charkow zu blockieren. Am 23. August wurde Charkow schließlich von der Roten Armee befreit, das XI. Korps musste sich zusammen mit dem XXXXII. hinter den Dnjepr bei Krementschug zurückziehen. Ende Dezember 1943 waren dem Kommando am Dnjepr-Abschnitt zwischen Kanew und Tscherkassy die 57. und 72. Infanterie-Division, Teile der 167. Infanterie-Division, die SS-Brigade Wallonien sowie die 5. SS-Panzergrenadier-Division "Wiking" unterstellt.

### 1944
Im Januar 1944 wurde die 8. Armee von den Sowjets im Raum Korsun am Dnjepr abgeschnitten. General Stemmermann übernahm im Kessel von Tscherkassy das Kommando über die im Raum Schanderowka abgedrängten deutschen Truppen, neben dem eigenen Korps war auch das gesamte XXXXII. Armeekorps eingekesselt worden. Nach dem Tode des Kommandierenden Generals beim Ausbruchsversuch am 18. Februar wurden die Reste des XI. Armeekorps am Gniloi Tilkitsch erneut von den Sowjets zerschlagen.
Nach der Wiederaufstellung im Generalgouvernement wurde das Kommando im April im Abschnitt der ungarischen 1. Armee im Raum Stanislau neu formiert im August 1944 der 1. Panzerarmee unterstellt. Mitte Juli bis Ende August war das Korps in der Lwiw-Sandomierz-Operation (Lemberg-Sandomir-Operation) involviert und führte Rückzugskämpfe gegen die sowjetische 1. Gardearmee. Mitte September 1944 waren dem Korps an der Karpatenfront die 96., 168. und 254. Infanterie-Division zugewiesen. Nach dem durch die Ostkarpatische erzwungenen Rückzug vom Dukla-Pass auf die slowakische Grenze, folgten im Bereich der Heeresgruppe A Verteidigungskämpfe in den westlichen Beskiden.

### 1945
Anfang März 1945 waren dem nach Schlesien verlegten Generalkommando, im Raum Ratibor an der Oder stehend, die Kampfgruppe der 371. Infanterie-Division und 1. Skijäger-Division sowie die 97. Jäger- und die Reste der 344. Infanterie-Division unterstellt. Nach der Zerschlagung der Korpsgruppe Schlesien (General der Kavallerie Koch-Erpach) im Rahmen der Oberschlesischen Operation (15.–30. März) wurde der Kommandierende General von Bünau vorübergehend durch General von Mellenthin ersetzt. Nach dem Rückzug ins Altvatergebirge  lagen Ende April 1945 auch die Reste der 16. und 17. Panzer-Division im Befehlsbereich des XI. Korps. Die dritte Vernichtung des Kommandos erfolgte im Mai 1945 im Rahmen der Kapitulation der Heeresgruppe Mitte im Kessel östlich von Prag.

## Führung
Kommandierende Generale
- General der Artillerie Emil Leeb, 1. April 1939 bis 1. März 1940
- General der Infanterie Joachim von Kortzfleisch, 1. März 1940 bis 6. Oktober 1941
- General der Infanterie Eugen Ott, 6. Oktober bis 10. Dezember 1941
- General der Infanterie Joachim von Kortzfleisch, 10. Dezember 1941 bis 1. Juni 1942
- Generaloberst Karl Strecker, 1. Juni 1942 bis Februar 1943 (nach Gefangennahme Mitglied des Nationalkomitee Freies Deutschland)[2]
- Generalleutnant Hans Cramer, 1. Januar bis 28. Februar 1943
- General der Panzertruppe Erhard Raus, 1. März bis 1. November 1943
- General der Artillerie Wilhelm Stemmermann, 5. Dezember 1943 bis 18. Februar 1944
- General der Infanterie Rudolf von Bünau, 20. März 1944 bis 16. März 1945
- General der Artillerie Horst von Mellenthin, 16.–20. März 1945
- General der Infanterie Rudolf von Bünau, 20. März bis 6. April 1945
- General der Infanterie Friedrich Wiese, 6. April bis Mai 1945

Chefs des Generalstabes
- Generalmajor Georg von Apell, 6. Oktober 1936 bis 12. Oktober 1937
- Generalmajor Erwin Vierow, 12. Oktober 1937 bis 15. September 1939
- Oberst Johannes Baeßler, 10. September 1939 bis 18. Februar 1942
- Oberst Helmuth Groscurth, 18. Februar 1942 bis 1943
- Generalmajor Eberhard Kinzel, Januar bis 22. Januar 1943
- Oberst Hellmut Schultze, (20. Juli 1943) bis 7. Dezember 1943
- Generalmajor Heinz Gaedcke, 7. Dezember 1943 bis 25. Februar 1944
- Oberst Hellmuth Schultze, 25. Februar 1944 bis Mai 1945